# クジラの子らは砂上に歌う
『クジラの子らは砂上に歌う』（クジラのこらはさじょうにうたう）は、梅田阿比による日本の漫画作品。『ミステリーボニータ』（秋田書店）にて、2013年7月号（2013年6月6日発売）から2023年2月号（2023年1月6日発売）まで連載。略称は「クジ砂」。『週刊少年チャンピオン』（同社刊）で活躍していた梅田阿比による砂漠戦記。
砂の海に浮かぶ巨船“泥クジラ”の民の運命を描き、超能力“情念動（サイミア）”を操る短命の“印”とそうではない“無印”の存在、住民は外の世界を全く知らないこと、また砂の海に浮かぶ前史文明の遺物など、多くの秘密を孕んだ世界を舞台に、記録係の少年チャクロの物語が展開していく。本作は作者の梅田阿比が、古い路地にある見るからに怪しいお店で見つけた外国人（？）チャクロ氏（仮名）の日記（を日本語訳したもの）を編纂、漫画化したという設定で綴られている。
宝島社『このマンガがすごい!2015』オンナ編において10位にランクイン。『次にくるマンガ大賞』にノミネートされている。
2016年に舞台化され4月に初演。2018年1月-2月に再演。ライブビューイングも行った。
2017年にアニメ化された。なお『ミステリーボニータ』連載の作品がアニメ化されるのは、2007年に放映された『ミヨリの森』以来であり10年振りとなる。

## あらすじ
砂がすべてを覆い尽くす世界。砂の海に浮かぶ巨大な漂泊船“泥クジラ”では、感情を発動源とする超能力“情念動（サイミア）”を持つ「印（シルシ）」と呼ばれる人々と、能力を持たない「無印（むいん）」と呼ばれる人々が共に暮らしていた。泥クジラの住人は九割が印であり、彼らは皆一様に30歳前後で寿命を迎える短命であった。(自警団団長のシュアンは24歳。印の中では高年齢だが、サイミアの力はオウニと肩を並べて強い。)
「外界から閉ざされた“泥クジラ”で短い一生を終える」
その運命を受け入れる印（シルシ）の少年・チャクロは、ある日突然砂の海に漂着した廃墟船の中で1人の少女・リコスと出会う。チャクロはリコスを泥クジラに迎え入れ、泥クジラで共に暮らさないかと持ちかけるが、直後に「外の世界」から一方的な襲撃を受けた。辛くもこれを退けた後、リコスから襲撃者は彼女の故国「帝国」の軍隊であることが知らされる。
一方泥クジラの新首長となった無印の青年・スオウは、指導者組織である「長老会」から、帝国は泥クジラの住人の祖の故郷であり、泥クジラの人々が流刑囚の末裔であることを聞かされる。長老会は泥クジラを砂の海に沈めて罪を清算しようとするが、スオウはこれに異を唱え、チャクロ達泥クジラの若い民や帝国を離脱したリコスの協力を得て抗戦の道を選ぶ。帝国との再戦の末、泥クジラは帝国の手がおよばない新天地を目指し砂の海の果てへと舵を切った。
第3勢力「スィデラシア連合王国」に属するアモンロギア公領の青年貴族・ロハリト一党を仲間として迎え入れた矢先、チャクロらは印の短命の原因が泥クジラが擁する魂形（ヌース）・ファレナにあり、ファレナが命を吸うために印は短命になるという真実を知る。スオウを始めとする無印の人々はあまりにも残酷なこの事実を秘すると共に、自らをかけて印を守ってゆく「無印の誓い」を立てる。やがて泥クジラはアモンロギアに辿り着き定住の交渉に臨んだが、交渉は決裂し、無印達は人質として囚われてしまう。事態を知ったチャクロ達印は無印を救出するため、一時泥クジラを離れアモンロギア領内へと侵入する。

## 登場人物
声はアニメ版、演は舞台版キャスト。

### 泥クジラ
チャクロ
声 - 花江夏樹 / 演 - 赤澤燈
印・14才。物語の語り手であり、本作の主人公。“泥クジラ”の記録係を務める心優しい少年。なんでも記録せずにはいられない“過書の病”（ハイパーグラフィア）であり、ものを書きたい衝動に駆られたり大量の記録を目にすると頭の中で情報が奔流する発作に見舞われる。この力を活かし、泥クジラで起きた出来事や周囲の自然現象・農作物の収穫高に至るまであらゆることを書き記す記録係になった。見聞きしたことをすぐにメモできるよう屋外でも筆記具を持ち歩いている。ただ情報を整理しないまま大量の記録を書いてしまう傾向があり、紙は貴重だから大事に使うようにとクチバに指摘されたこともある（本人も自覚はしており「自分は記録係には向いていないと思う」と語っている）。
掟に従って個人的な感情は記さず客観的事実だけを記録していたが、後述する帝国の襲撃以降、チャクロの私見や感情を著した個人的な日記となる。これらの日記を書き進めるにつれ、ただ記録保持のためではなく、自らの意志で泥クジラが見舞われた出来事や歴史を世界の人々に伝えるための手記として書き残そうと決意を新たにした。アモンロギアへの航海の最中エマが作り出した泥クジラの「鏡」と遭遇した後、リコスやクチバらと共に泥クジラ深部に隠された空間・「ミゼンの部屋」を発見。残された記録から泥クジラ創世記に起きたとある悲劇を知る。オルカが“あの方”と呼ぶ帝国の誰か、皇帝に瓜二つ。キヴォトスで遠く離れた皇帝にシンクロして仲間を驚かせる。沙洗浄（カタクシュスモス）を引き起こそうとする皇帝（スキア）を止めようとするが、肉体を乗っ取られてしまう。
サイミアの制御が下手で、仲間からは“デストロイヤー”と恐れられる。だが泥クジラ襲撃の際はサイミアを使用して帝国の兵を退けたり、スキロスでの交戦時は飛んできた矢をサイミアで防いだりと戦闘能力は意外と高い。
首長スオウとも幼いころからのつきあいがあり、彼をサミと取り合っていたほど仲が良い。だが思春期の照れと、スオウが首長候補になったのを機に敬語で話すようになった。
不良にちょっと憧れる年頃で、オウニの真似をしてリボンを長く垂らしている。オウニとは元々関わりは薄かったが、リコスがいた廃墟船に共に向かってから接点が生まれ、ネリに見せられた心象風景をきっかけに少しずつ彼を理解するようになる。
リコス
声 - 石見舞菜香 / 演 - 前島亜美
印・14才。本名不明。本作のヒロイン。泥クジラ誕生以来初めて、外界からの来訪者として現れた褐色の肌の少女。廃墟と化した船の上で放心していたところをチャクロに発見される。その存在が泥クジラ、そしてチャクロの運命を大きく左右する引き金となる。流刑囚の子孫である泥クジラの住人を皆殺しにしようと襲来した帝国の軍指揮官・オルカの妹。当初は帝国に属する“人形兵士「アパトイア」”の1人として、人間の感情を吸収して食べる「ヌース・リコス」により感情を失っていたが、ヌース・リコスから離れたことで次第に感情を取り戻していく。泥クジラでの生活を通して泥クジラの住人を「希望」あるいは「自分達が見失ったものを無くしていない人々」と捉えるようになり、自らの母国が泥クジラを襲撃した際はチャクロの前で涙を流した。また長老会がヌース・ファレナを破壊して泥クジラを沈めようとした時には身を挺してこれを阻止し、以降は帝国を離反してチャクロ達泥クジラの民に協力することを誓う。
元々兵士であるためにサイミアを使った戦闘能力にも優れ、初めてチャクロと会った時は複数の剣を同時に操作して攻撃を行ったほか、帝国の小型浮遊船を墜落させるなどの技能を見せる。武器を使った近接戦では、短剣や泥クジラの自警団が用いるものと同型の投擲武器も使用した。
随所でチャクロに少女らしい仄かな恋心を寄せる描写も見られるが、恋心を隠すなど普通の人間らしい心情を持つようにまでなる。
サミ
声 - 金元寿子 / 演 - 宮崎理奈、髙橋果鈴
印・13才。スオウの妹でチャクロの幼なじみ。チャクロと非常に仲が良く、（リコスに対する嫉妬もあり）歩き疲れるとチャクロにだっこをねだることもあるなど、チャクロに好意を寄せていたことが推測できる。ただリコスのことは「綺麗な人」と高く評価しており、彼女の着衣の刺繍から『リコス』という名前を与えたのもサミである。帝国の最初の襲撃で咄嗟にチャクロを庇い、死んでしまった。
死後もチャクロの前に投影として現れ彼に恋心を伝えると共に、悲しみで自暴自棄になっていたチャクロに対して、役割があるから生きなければ駄目だと諭した。
スオウ
声 - 島﨑信長 / 演 - 崎山つばさ
無印・17才。泥クジラの次期首長候補の少年。女性と見間違うほど美しい容貌の持ち主であり、島の内外を問わずその美貌が女性を魅了し、それを利用することもしばしばある。首長タイシャの跡継ぎとして期待され、チャクロら年若い者からの信頼も厚い。印の若者達の短命を憂い、彼らの寿命を伸ばすための研究を続けており、その一端として薬や栄養剤を作る知識・技能を持ち合わせている。反面運動神経は鈍くサミにも指摘されているほか、ネズには「超運動オンチ」と言われるほどであり、戦闘行為も不得手（ただしチャクロ曰く日々の畑仕事のおかげで力はそれなりにあるようで、チャクロが補助すれば泥クジラの土壁を登ることもできる）。普段は穏やかな物腰の人物だが、泥クジラの脅威に対しては毅然と立ち向かう強かさも併せ持つ。
タイシャの死により正式に首長になる。リコスに帝国の秘密の一端を教えられるが、泥クジラ破壊と流刑囚の末裔たる自分達の抹殺には別の理由もあるのではと考えている。帝国率いるスキロスとの再戦の際は作戦の立案と全体指揮を担当した。
タイシャ
声 - 久川綾 / 演 - 中川えりか
無印・42才。スオウの先代の首長だった女性。執政権を持たない象徴としての自身のあり方に思い悩む節もあったが、それ以上に、泥クジラに住む人々の象徴であるべく職務を全うする道を選ぶ。帝国の最初の襲撃で絶命した。泥クジラには首長は家族を持ってはならないという決まりがあったため、生涯独身であった。
16年前の砂刑暦77年11月（首長任期17年の内1年しか経っていない初期のころ）、ミゼンが生まれた「ミゼンの部屋」に数日間監禁されていた過去がある。
クチバ
声 - 鳥海浩輔 / 演 - 一内侑
無印・39才。亡き先代の首長タイシャに想いを寄せていた。タイシャの側近を務めていたが、彼女の死後は後継者であるスオウの側近となる。やや気が短く、口が悪いが面倒見の良い人物。長老会から印の妻スミを押しつけられ、キクジンという印の子を持つ一児の父親でもある。なお、スミとは数年後に死別している。
印のマソオとは腐れ縁で顔を合わせるたびに悪態をついていたが、徐々に衰弱していく彼を見て心を痛める様子も見せる。
泥クジラの「鏡」に遭遇した際過去のタイシャの姿と「ミゼンの部屋」の一部を目撃し、オウニを助けるため「ミゼンの部屋」の捜索を試みるチャクロ達に協力する。この行為には泥クジラに秘められた謎を明らかにし、これ以上皆が泥クジラの秘密に振り回されるのを避けたいという意志も含まれていた。タイシャが首長部屋に密かに残していた記録からヒントを読み解いたり、字体の乱れた手紙を見て、目を塞がれていたなど普通の状態ではなかったためではないかと推察するなど、タイシャが絡む事象については異様に勘が冴える。
シノノ
声 - 葉山いくみ / 演 - 小林未往
無印・33才。過去に印の夫を失っているため、同じ印のマソオを愛しながらも気づかないふりをしている。そんな自身を嫌悪している。大酒飲み。
マソオ
声 - 内匠靖明 / 演 - 村田洋二郎
印・28才。クチバとは20年来の腐れ縁。砂の海の事故で娘を亡くしている。サイミアの能力にも優れ、自警団の勧誘を受けたこともあるが、自らの意志で断っているため自警団には所属していない。チャクロら子供達の兄貴分であり、チャクロが初めて体内エリアの奥に侵入を試みた時は彼に協力した。酒癖が悪く、酔うと泣き叫ぶ。
印としての寿命が近づいていることで体が弱ってきており、途中からは医務室で静養の身となる。やがてアモンロギア到着を間近に控えた第33節｢我らの戦士のように｣にて、その生涯を終えた。無印のシノノを愛していた。腐れ縁と言いつつクチバとは信頼し合い、亡くなる直前、精神だけで彼に別れを告げに赴いた。
オウニ
声 - 梅原裕一郎 / 演 - 山口大地、財木琢磨
印・16才。泥クジラの問題児グループ「体内モグラ」のリーダー格の少年。数年前から泥クジラ居住区の片隅に姿を見せるようになり、両親や出自について知る者は誰もいない。地下に生息する発光生物「ウイジゴケ」を連れている。普段は素っ気ない態度を取るが、仲間を守ろうとする情に厚い一面も秘めている。外の世界に憧れ、いつか島の外に行くことを夢見ているが、印故の短命から残された時間に対し焦りを覚えている。帝国からの襲撃で外の世界が自分や仲間達が想像していた世界とまるで違うものであると思い知らされる。この際体内モグラのメンバー二人を帝国の兵に殺害され、サイミアと剣による戦闘を行い帝国の兵を圧倒した。
泥クジラ随一のサイミアの使い手であり、非常に高い戦闘能力を持つ。船艦スキロスへの突撃部隊のメンバーに選出された際にも他者を寄せ付けない実力を見せ、帝国の兵から「汝はファレナの“悪霊（デモナス）”か」と問われた。スキロス最奥部の体内エリアでの戦闘で親友ニビを失ったことでサイミアを暴走させ、結果ヌース・スキロスを破壊する。この時使用したサイミアは器物を介さずに直接帝国の兵やヌースに損傷を与えるなど特異な性質を有していた（そもそも体内エリアはサイミアが使用できない空間であり、ここでサイミアが発動した時点で既に通常とは異なる状態）。以降、オルカを始めとする帝国側からは異端の存在「デモナス」として目をつけられている。
帝国との戦いの後一時的にサイミアの能力を失うが、以前と変わらず接するチャクロやスオウに対し僅かに心を開くようになる。ところがその矢先、第25節で“泥クジラ”の「鏡」と遭遇し、倒れて意識不明の状態に陥った。チャクロ達が「ミゼンの部屋」を捜索する最中に意識が回復しサイミアも戻ったが、スキロスで使用したものと同類の特異なサイミアが暴走した状態にあったため、意図せずにキチャやスオウに傷を負わせてしまう。そのためこれ以上誰かを傷つけないよう他者と距離を置くようになるが、チャクロやスオウの説得と、魂となって現れたマソオの後押しにより彼らのもとへ戻った。  アモンロギア到着以降は変質した新たなサイミアを行使するも、あまりに高い出力を完全にコントロールするまでには至っておらず、対象に想定以上のダメージを与えてしまうことがあるほか、力を使用することによる消耗も以前より激しくなっている。
ニビ
声 - 田丸篤志、諏訪彩花（幼少期） / 演 - 田口涼
印・17才。体内モグラの一員の少年で、元々は彼がリーダーを務めていた。幼少のころオウニにちょっかいをかけたことがきっかけで情念動(サイミア)を使った大喧嘩に発展し、二人揃って体内送りにされた際にオウニを自分達の仲間に引き入れる。この時「お前を（泥クジラの）外に連れ出してやる」と告げたことが、彼やオウニが外の世界に行くことを目指すきっかけになった。同じ体内モグラの一員である双子シコクとシコンとは折り合いが悪く、対立していた。 スキロス防衛戦の際には特別任務突撃隊に半ば飛び込むように参加し、負傷しながらも善戦する。スキロス最奥部にて劣勢となっていたオウニの加勢に入り敵を退けるも、“人形兵士(アパトイア)”の槍に貫かれて致命傷を負い、オウニを庇って絶命。外の世界に憧れを抱きつつも、オウニや仲間達と過ごす泥クジラでの日々にも充実感を覚えていた。
キチャ
声 - 朝井彩加 / 演 - 椙山さと美
印・14才。体内モグラ唯一の女の子。耳のついた帽子と、少し男っぽい話し方が特徴。オウニに想いを寄せており、帝国による最初の襲撃の後捕縛したアパトイアから情報を聞き出したことをマソオに非難された際は真っ先にオウニを擁護した。 またオウニのサイミア暴走に巻き込まれて傷を負ったのちも彼を想いチャクロやスオウの前に立ちはだかるが、暴走をきっかけに憔悴する彼の様子に心を痛め、オウニを助けてほしいと涙ながらにスオウへ懇願した。
ジキ
声 - 鈴木崚汰
印・17才。体内モグラの一員。
アイジロ
声 - 野上翔
体内モグラの一員。帝国による最初の襲撃の際に絶命。
ブキ
体内モグラの一員。帝国による最初の襲撃の際に絶命。
ギンシュ
声 - 小松未可子 / 演 - 小市眞琴
印・16才。自由奔放な性格で、誰にでも勝手にあだ名を付けていく男勝りの女性自警団員。スキロス防衛戦および戦艦スキロス破壊戦の際活躍した。帝国の襲撃以来、敵の兵士に反撃をしたチャクロに興味を抱いている。チャクロに対する呼び名は「チャッキ―」。
自警団員の中では比較的柔軟な発想の持ち主であり、意図が読めない長老会の命令よりもチャクロの懇願を優先したりと、自分の気持ちに正直。
シュアン
声 - 神谷浩史 / 演 - 五十嵐麻朝、有澤樟太郎
印・26才。自警団を率いる団長であり、長老会の1人・ラシャの息子。団長の名に相応しい高い戦闘能力とサイミアの力を持ち、オウニとの戦闘においても引けをとらない。自他を問わず命に対する執着が薄く、自身の妻に対しても形としては見えない心の意義を否定している。常に底の見えない飄々とした態度を取るが、与えられた職務は全うする筋らしく、スキロス防衛戦ではリョダリの襲撃を受けたスオウを助け、リョダリを退けた。
第25節「遭遇」でのビャクロクによれば救いを必要とする心の傷があり、もう1つの“泥クジラ”とすれ違った瞬間、母親と少年時代の満面の笑みを浮かべた自身の幻を見て動揺する。印の子供を「デモナス」に作り変える禁忌の実験の犠牲者であり、ファレナが食べてきた命と合成されたことによって自分自身という存在を見失っている。なお、右眼はその時から濁ってものが見えるようになった。 アモンロギア到着前に自警団の団長を退き、寿命が近づいてサイミアが使えなくなったと虚言をついて無印達のアモンロギア入りに同行。アモンロギア公の無理難題に真っ向から対立したスオウを守り、サイミアを発動させたことで左眼を潰され、無印と共に身柄を拘束される。
紆余曲折を経てオルカと共に戦艦イェラキに戦艦カルハリアスをぶつける作戦でイェラキの魂形に飲み込まれ、キヴォトスを目指した皇帝と共に現れる。
シエナ
団長シュアンの妻。襲撃の際、「死に様は美しく」と夫に言われ、その通りに命を絶った。妻の死にシュアンは涙を流したが、その時でさえ自分が悲しんでいると認識することが出来なかった。後にアモンロギアに囚われたシュアンの元へ、幻となって現れる。
トクサ
声 - 山下誠一郎
印・21才。時自警団第3版班長で、スキロス突入隊隊長。未婚。班員や、周りの人々のことを頭を撫でて褒めている描写が多くみられる。また、スオウと友達でスオウに信頼されている。3巻12話で、スキロスの体内エリアにて敵兵に打たれて多くの仲間とともに殺された。その際も「ごめん…スオウさま 失敗しちゃった… あーあ もっと…なでてあげたかったなあ…」と言い、スオウにもらったお守りを見つめながら亡くなったことから、スオウとの信頼関係の高さがうかがえる。
ハクジ
声 - 津田英三 / 演 - 加藤靖久
無印・72才。長老会の一員。最初の帝国の襲撃で誇りを持って皆で死ぬことを選ぶが、チャクロらの反対と帝国の兵士だったリコスの説得により生きて未来を掴むことを決意する。2度目の襲撃で子供らの幸福な未来を願いつつ絶命した。
ラシャ
声 - 横尾まり / 演 - 田中良子
無印・63才。団長の母親。長老会の一員。周囲からは変わり者と言われている。
コガレ
声 - 綿貫竜之介
チャクロの祖父。無印で長老会の一員だが、長老会の服装を纏うことなく皆と同じ服装をしている。インクに使われるタデスミの染料で髪を黒々と染めている。最長老ビャクロクが10才の時に生を受けた。
カナエ
無印・36才。首長側近でロウの母親。
フラノ
声 - 前川涼子
無印。首長側近で、スオウたち無印がアモンロギアに向かった際、泥クジラに残って首長代理を務める。
スミ
クチバの妻。故人。印の上に体が弱かったため、長老会からの計らいで若いうちからクチバに嫁ぐ。クチバを愛しており、クチバがタイシャに好意を寄せているのを知っていても、それを許していた。
キクジン
声 - 芳野由奈
印・9才。首長スオウの側近クチバの子。父を「お父（おとう）」と呼ぶ。チャクロの祖父コガレを文字の師匠と仰ぎ、師の孫であるチャクロの観察者である。時折、数年後のチャクロとの対話が挿入される。第1節冒頭のベニヒの葬儀からずっと登場していたが、特に名前も呼ばれることもないその他大勢の印の子供の1人として描かれたが、第5巻に収録された「－或る記録－記録者の譚歌（バラッド）」より名前を呼ばれ、人間関係が明らかになる。
ミル
無印・13才。次期首長の少女。掃除が下手。文字の読み書きが得意で、本人曰くチャクロより字が綺麗。
シコン、シコク
声 – 榎木淳弥、八代拓
体内モグラに所属する双子の印の少年。オウニに惹かれてはいるが、ニビと折り合いが悪く対立関係にあり、体内モグラの中でも異端の存在となっていた。無印を足手まといだと蔑み、印こそが泥クジラを先導すべきだと住民の間に亀裂を生じさせる。謎の少女エマに唆される。ネズを脅してチャクロらが隠していた「ミゼンの部屋」の秘密を聞き出し、オウニに対して先手を打とうとするが、シュアンの乱入により失敗に終わる。
ベニヒ
印・29才。チャクロらのサイミアの教師。物語開始前に死去し、第1節冒頭で葬儀が行われた。供花はシシイロギク。
ネズ
声 – 田村睦心 / 演 - 浅倉祐太
印・15才。工房の一員で、チャクロやロウと行動を共にすることが多い。無類の発明好きで、アモンロギアの技術者ドディを師匠と仰ぐ。
ロウ
声 – 菅原慎介 / 演 - 平野雅史
印・15才。工房の一員。ネズと同様無類の発明好き。口数が少なく表情が乏しいが、母親思いの一面もある。
トビ
声 – 古川慎
印・16才。チャクロと同じ班で共同生活を送っている。幼い姉妹が3人おり、面倒見がよい。
ウルミ
声 – 諏訪彩花
印・15才。同世代の女の子たちのリーダー的存在。サイミアの扱いには長けており、スキロス突撃などの特別任務の際には必ず召集されている。
ネリ、エマ
声 - 加隈亜衣 / 演 - 大野未来
無印。チャクロやビャクロクの前に現れる謎の少女。容姿は瓜二つだが性格は正反対。
ネリは当初無印を名乗り長老会の世話係として振舞っていたが、ひとりチャクロの前に現れてサミを始めとする泥クジラの人々の幻影と心象風景を見せ、残った人々の心を繋いでほしいと彼に願う。長老会によるヌース・ファレナの破壊が未遂に終わった後、ファレナの傷を癒すためにその内側へと取りこまれたが、後に泥クジラへ戻ってきた。若かりし日のビャクロクの前にも今と変わらぬ姿で現れ、彼とミゼンを引き合わせた張本人でもある。「ネリ」という名前はビャクロクが付けたもので、エマ曰く彼女も本当は「エマ」であるらしい。
一方エマはファレナの胎内に戻ったネリと入れ替わるように泥クジラに現れ、彼女と色違いの黒い衣装を纏ってチャクロと邂逅する。控えめな言動の多いネリとは逆に明るい性格をしているが、同時に生存のための争乱を好み、泥クジラの民がスキロスとの戦闘を行っている間も微笑みながらその光景を見守っていた。また泥クジラの体制に不満を覚える印の双子・シコクとシコンを唆し、新たな争いの種を生もうと画策する様子も窺える。
ビャクロク
声 - 清川元夢
無印・93才。長老会の最長老。3代目首長。母の胎内にいたころに母とその仲間が流されたため、帝国に関する思い出は無い。砂上生活に適応できなかった母親が早逝し、そのため初代首長ズィオを母や姉のように慕っていた。しかし、10歳の時から太陽のように輝く彼女の瞳が濁り曇り始め、人々に傷を負わせ命を奪うミゼンがズィオの命令で行動していることを知る。ズィオとミゼンが自ら死を選んでから9年後の25歳の時、首長になった。第25節で幽霊のような過去の“泥クジラ”の幻影と遭遇した際、チャクロを少年時代のコガレと間違えながらも別人のように振る舞い、倒れたオウニも団長も救えると告げるが、その直後、危篤状態に陥り周囲は万が一を覚悟する必要に迫られる。
ズィオ
泥クジラ（ファレナ）の初代首長。故国である帝国の感情統制に反対して、「ヌース・アンスロポス」に奪われる感情を最小限に抑える「魂肉（サルクス）」を高官の屋敷から盗んでは人々に分け与える義賊行為をしていた。仲間と共に「革命」を画策するも帝国に露見し、砂の海に浮かぶ島・ファレナへ流刑に処された。天使とも悪霊（デモナス）とも呼ばれる存在を生む一族の一人であり、ファレナに隠された「泉の部屋」（チャクロ達が「ミゼンの部屋」と呼んだ空間と同じ場所）でミゼンを生んだ。密かに愛していたエカトを処刑してでも島の仲間を守ろうとしたが、次第に心を病んでゆき当時のリーダー組織「塔上会」との対立の末に投身自殺した。
チャクロらが第22節「時の塔」で出会った王子が慕う叔父、帝国に滅ぼされた白い道の王国の宮廷道化師に飾り玉を譲り受け、耳飾りとして身につけている。彼にとって敵である帝国の民を笑わせようとする姿に心を打たれ、議会に反して“心ある世界”を目指す決意をしたのが、活動家として、そして首長になった後の彼女の行動原理であった。
エカト
ファレナの囚人を流刑にした国の最高議会「魂召会（エクレシア）」の議員の孫。密偵としてファレナに流されるが、忠誠心を疑われて再教育を受けたこともあり、密偵という形で流刑に処されたかもしれなかった。真相はわからないまま、自ら望んでミゼンに処刑された。
ミゼン（零）
かつて泥クジラの隠された空間・「泉の部屋」で産まれた「デモナス」と呼ばれる存在。生まれた当時は10歳の少年の姿をしていた。ダクリ（涙）と呼ぶウイジゴケに似た生物を介してヌース・ファレナが吸収する印の命を生命力として与えられており、ファレナと印がいなければ飢え死にすると語っている。また出生当時から抜きんでた威力とスピードを持つサイミアの能力を持っており、加えて通常は器物を介してでしか使用できないはずのサイミアで直接物や生物を破壊できる特異性も併せ持っている。
ズィオの指先から満ち溢れた情砂（ササ）によって誕生したことから、ズィオを「ママ」「かあさん」と呼び慕う。やがて心を病んでいった彼女の命じるまま、血しぶきだけを残して相手の肉体を消滅させる殺戮行為をするようになる。
生まれたころから自身の感情が希薄であり、母ズィオの「島を守りたい」という願いに従って行動していたが、ネリを通じて出会った若かりし日のビャクロクとも交流を持つようになる。そして自分と母は泥クジラを守れない存在であり、ビャクロクこそが光に満ち溢れた未来に繋がるリーダーなのだということを知り、敢えて彼の槍を受ける。直後に「塔上会」メンバーの矢に身体を射抜かれ、命を落とした。

### 帝国
オルカ
声 - 石田彰 / 演 - 佐伯大地、伊万里有
印・24才。リコスの兄。本名不明。人形兵士「アパトイア」を率いる皇帝直属の軍団を指揮する長官。戦艦スキロスを使用して“泥クジラ”の住人を皆殺しにしようと襲撃するも失敗し、帝国に8つしかない「ヌース」の1つをスキロスと共に失った。この失態の責任を課す意味を含めて「魂召会（エクレシア）」より処刑を言い渡されたが、詭弁を弄して刑を免れる。オウニを“悪霊（デモナス）”と見なし、手中に収めることを目論んでいる。
10年以上前、まだアパトイアの一人だったころ、サイミアの能力の高さと頭の切れにより仲間から「オルカ（鯱）」と呼ばれており、当時の呼び名がそのまま定着している。攻撃されても防御をしないため出撃のたびに傷だらけで帰還しており、顔の傷はその時に出来たもの。当時は妹としか話そうとしない内気な性格であり、敵を殺すことに対する恐怖を拭いきれず涙するほどだった。いつも俯いていたため、周囲の目には小柄に映った。
第40節「闇色の砲声」でアモンロギアを攻撃した際、サイミアで技術的に優勢な敵の砲撃を遮り、届かぬ味方の砲撃を命中させた。「死神」「人間主砲」と呼ばれており、その戦績から奇行を繰り返しても誰も殺すことができない人物となっている。実は、デモナスの創造者“背魂師（アポスタシア）”の血を継ぐ者。ヌースの母体「アンスロポス」を奪い、ヌースに成り代わり人間を救済するとキマに宣言する。
冷徹な人間だと思われているが、実は身近な人間が傷つくと悲しみ涙を流す昔のままであり、カナヴィ曰く「もう1人のオルカ」を演じているとのこと。
リョダリ
声 - 山下大輝 / 演 - 碕理人、伊崎龍次郎
印・15才。泥クジラを襲撃した兵士の1人で、リコスとは幼馴染の間柄。常に狂気じみた言動をしている少年。ヌースの感情統制下にいるにも関わらず感情をほとんど食われず、特に狂気ともいえる部分が多大に残ったため家族に切り捨てられてしまった。感情を持たない帝国の人々を「人形のようだ」と蔑み、逆に感情を残しているために怒りや悲しみを向ける泥クジラの住人に歓喜を覚えた（ただしこの歓喜は「感情のある人間を自らの手で殺害し、その末期を目にしたい」という倒錯した情によるものである）。
泥クジラへの二度目の攻撃の際シュアンに致命傷を加えられ、その後子供たちに襲われ砂の海に転落したが、砂マンボウと呼ばれる生き物に運ばれ生還する。後に手負いのままオルカと引き合わされ、彼から手駒になれと言われたことで無理やり支配下に置かれてしまう。しかしファレナで再び暴れるにはオルカに従うのが最良だと悟り、彼に従い刺客を退けたりする。
アラフニ
声 - 平川大輔 / 演 - 船木政秀
戦艦スキロスの総司令。作戦の失敗によりオルカ共々に処断されかけるが、詭弁を弄して議会の追及を躱して死刑を免れたオルカに失敗は自身の独断専行が原因ということにされ射殺されてしまう。
パゴニ
声 - 武内駿輔 / 演 - 木下泰文、伊藤亜斗武
戦艦スキロスの副官。
イティア
声 - Lynn / 演 - 新原美波
スキロスに搭乗して記録の仕事を従事した書記官の女性。責任回避に指を失ったオルカに代わり、記録する者として必要とされた。「魂肉（サルクス）」を与えるのは3親等までしか許されていないため、オルカに妻にと言われて「柳」という意味の名を命名された。
アツァリ
声 - 速水奨
アパトイア軍団の現軍団長官。「魂召会（エクレシア）」に対して発言力がある。アパトイア時代のオルカを知っており、その後との差異があまりに顕著な彼を気味悪く思っている。そのため、今後の警告の意味で刺客を差し向けた。「魂形（ヌース）」を常食する者としての一例として、話す時に金属音のような喘鳴が聞こえる。オルカ曰く「冷えきった金属」のような人物。
帝国や同胞に対する情はあり、故国と同胞を滅ぼした皇帝の行動に絶望する。
ハルコス
アツァリの甥。オルカの監視役として、泥クジラ殲滅を目指すカルハリアスに送り込まれる。
皇帝
帝国の支配者。第52節「記録する者」より登場。髪の色や褐色の肌を除けば、チャクロに酷似している。彼と同じ“過書の病”である。
突如として魂形を動かして帝国を滅ぼし、キヴォトスを目指す。異なるから世は乱れるのだと考え、同一の存在に改変しようと企むがチャクロに拒絶される。
実は魂形の子供スキア。チャクロの前世の記録者の姿を模しており、彼に瓜二つなのはその所為だった。
カナヴィ
医師。軍医だったが、うっかりミスでクビになり、オルカに拾われた。オルカが冷徹な人格を演じていることを知る存在。
サリガリ

### スィデラシア連合王国
ロハリト・ノ・アモンロギア
声 - KENN
17才。砂の海を渡航して「泥クジラ」に訪れた異国の少年。フルネームは「ロハリト・アナステナグモス・ネイエ=イミスキン・エマリカ・アンティパトロス・ノ・アモンロギア」。ギンシュに「ロハリン」と渾名を付けられた。
アモンロギア家の末子、四男。コミックス第5巻の第17節「遠来の旅人」（アニメ版の第十節「新しい旅に出るわ」）で船の遭難により部下を引き連れて泥クジラに上陸し、紆余曲折の末に仲間として迎え入れられた。帝国とは別の国「スィデラシア連合王国」アモンロギア公領の領主アモンロギア公爵の息子である。一人称は「余」。チャクロを「地味〜モンキー」、リコスを「褐色女」、スオウを「オトボケザル」と呼ぶ。一見、周囲には我が儘なだけに映るが、時の塔で出会った王子の魂や彼の失われた王国に心を痛める優しさも持ち合わせている。継ぐべき爵位も土地もないため、スィデラシア国王の家臣として戦地に赴くことになっていた。父や兄に従わされているが、心は「泥クジラ」の一員となっている。父や兄に虐げられながらも慕い、オルカ率いる帝国軍と戦う。激戦を経て父や兄と和解し、泥クジラに戻り彼らの新天地の旅を見届けるべく旅立つ。
ハスムリト
声 - 貫井柚佳
17才。ロハリトの側近。ロハリトとは乳兄弟だが、いつもおもちゃにされている。外見はとても幼く見える。
ガンヴァ
声 - 綿貫竜之介
ロハリトの側近。ハスムリトの祖父。自警団に囲まれた際にロハリトの家臣である自分たちが助かるため、主君であるロハリトに降伏して貰った。
ディクティス
ロハリトの次兄。自身の乱れが国の乱れに繋がると称し、髪を守れと部下に命じるほど髪の毛を大切にしている。サイミアを軽んじており、オルカに技術の優劣をサイミアで覆されて愕然となる。祖国を訪れたスオウを女性と誤認し、出会い頭に求婚を申し込むほど惚れ込んでいた。後に彼が男だと知ってもたびたびそのことを嘆いている。
アディヒラス
ロハリトの長兄。可愛いものが好き。
パラメソス
ロハリトのすぐ上の兄。傲慢な性格。
アモンロギア公ダクティラ
ロハリトの父親であり、アモンロギア公領の統率者。泥クジラの民を蔑むが、同時に抗いがたい魅惑を備えた魔性のものとして恐れている。泥クジラの民が移住する条件として泥クジラの譲渡と、自身が魔法使いと呼ぶ“印”をスィデラシア国王に献上することを要求し、印を守ろうとするスオウと激しく対立する。帝国の襲撃を受け、半狂乱に陥る。オルカに隠していたアモンロギア家の秘密を暴かれ、自分たちが土着の王族から奪ったヌース（キマ）を保持し続けようと抗う。身を挺して自身を守ったロハリトの姿に過ちを悟り、和解した。
フテルナ
声 - 朝井彩加
ロハリトの護衛の一人。大柄で力が強く、サイミアなしではギンシュでも全く歯が立たない。
フォニ
ロハリトの護衛の一人。フテルナの妹。惚れた男をすぐに理想化する姉の悪いクセを心配している。
ドディ
アモンロギアの技師。語尾に「なの」をつける癖があるため、ネズからは「ナノ」と呼ばれていた。

### その他
オリヴィニス
声 - 豊崎愛生
ヌース・スキロスの核とも言える存在で、泥クジラ（ファレナ）でいうところのネリやエマに近い。一人称は「ぼく」。性別不明で、チャクロは女の子かと思った。チャクロに「アンスロポスの骨（コカロ）」を与えて姿を消すが、このことにより、かつて奪われていた舵を取り戻した泥クジラは砂の海を渡航する術を取り戻した。
コカロ
声 - 諏訪彩花
帝国の戦艦スキロスのヌースが破壊され、その際にオリヴィニスによりチャクロが与えられた謎の小動物。オリヴィニスは「アンスロポスの骨（コカロ）」と呼び、エマを「血」と語った。実は行き先を定められず自由に動かすことが不可能だと思われていた“泥クジラ”を操縦する舵。
王子
コミックス第6巻の第22節「時の塔」にてチャクロらが時の塔で出会った亡国の王子。実は死霊。100年以上前、帝国の侵略により故国は滅ぼされてしまう。父王は処刑、母である王妃と姉姫2人は隠れていた塔の牢獄ごと焼き殺され、宮廷道化師の叔父は手足を捩じり折られ、自身は左腕を斬り落とされて隻腕となり“黒い将軍”に捕縛され虜囚となるも一旦は裏切った家臣によって逃がされた。しかし、世界をさ迷い帝国が押し寄せる前の幸福な時間を思いつつ絶命した。チャクロが真の時間は過ぎて戻らないが、記録すると告げられて浄化した。
コミックス第7巻に収録された「もう一つの記録 光の隣 壁の空」の舞台となった国の国王の息子。
宮廷道化師
第22節でチャクロらが出会った王子の叔父。黒髪で美形。白い道の王国の国王の異母弟で、道化師の女性が好きな先代の王と隣国から売られてきた女道化師の息子。3歳のころ、母親を失って以降は侍従として兄王に仕えた。「光の隣 壁の空」で母が郷里に残して来た父親の違う姉が先王を殺した後、犯人とされて投獄された。しかし、新しい女道化師の正体を知らずに自身の出自を打ち明け、釈放されて再び兄王のそばに戻ることが叶い、以前にもまして固い絆で結ばれた。
巨人のような巨体だった母と異父姉の遺伝子を受け継いでおり、兄王の元に戻って以降は甥である王子に「魔人の如く」と評されるほど大きな身体になった。鮮やかな刺青と“死の力”を操る「黒い船の国（帝国）」の侵略で故国が滅んだ際、最後まで兄王と甥を守ろうと戦い敵兵に長い手足を捩り折られ左足を失うが、道化師ゆえにその存在を軽視されて殺されることはなかった。諸国をさ迷った末に帝国に辿り着き、残された時を帝国の民を笑わせようと努力することに費やした。幼いころの“泥クジラ”の初代首長ズィオと出会って飾り玉を彼女にプレゼントし、敵国の民を笑わせようとする姿は誰もが笑って暮らせる世界を目指そうとするズィオの原点となった。
国王
白い道の王国の最後の王。チャクロが出会った王子の父親で、道化師の異母兄。父同様に他人を信じることが苦手で孤独な人物だった。先王を殺したのは弟だという噂を聞いて投獄してしまうが、女道化師が石化した朝の不思議な光を見て牢獄に駆けつけ、再び弟を自身のそばに戻した。燃え盛る木の実のような赤い髪とその髪に触れれば2度と凍えることはないと評される暖かさを内面に持つ王妃を異国より娶り、その王妃と同じ赤毛の王女2人と自身と同じ黒髪の王子を授かる。しかし、帝国の侵略により妻と輿入れの決まっていた娘を焼き殺され、自身は捕縛されて数日後に処刑された。
女道化師
白い道の王国の過去を描く「光の隣 壁の空」で先王を毒殺した真犯人。実は後に宮廷道化師となった国王の異母弟とは父親の違う姉弟である。隣国出身で、売られて宮廷道化師となった母親が冤罪で投獄された末に病死して遺髪が送られてきたため、自ら道化師となって宮廷に入り込んで憎い先王を殺した。わざと国王を挑発して牢獄に赴いて見知った顔の侍従の少年と同室になる。しばらくして彼の出自を打ち明けられ、自身の知らぬところで生れ落ちた異父弟であることと先王を自身が殺したことで彼を冤罪で牢獄に送り込んでしまったことを知る。命を司る“天の光”に弟の敬愛が国王に届くことを祈り、石化して牢獄の石壁と融合した。

### キトゥリノ島
ロサ
オルカが島で一番お世話になった女の子。オルカが帝国に帰還するきっかけを作った。射殺される。
ウィリデ
ウィオラ本島の子で孤児。アルブスが引き取り、キトゥリノ島に連れて来た。実の兄を目の前で亡くし、アルブスが見つけた時は兄の亡骸の側に蹲っていた。オルカのことを「お兄ちゃん」と呼び、慕っていた。刺殺される。
ニゲル
オルカの一番の友人であり、ロサの婚約者だった。刺殺される。
アルブス
本人曰く「剣豪として名を馳せる」。オルカの顔の斜めの傷は、彼が死ぬ間際につけたもの。刺殺される。
カエルラ
料理上手で世話好き。女性。息子と一緒に刺殺された。
コックム
カエルラの息子、甘えん坊。
ルベル
オルカの靴を作った。
フクシア
アキルス
プルルス
グラウカ
インカーナ
プッルム夫妻
クロセウス
銃殺された。

## 用語
情念動（サイミア）
泥クジラの住民の9割を占める“印（シルシ）”が操る念能力。念じることで身体に“念紋（アウラ）”と呼ばれる痣が浮かび、手で触れずに器物などを動かせる。狩りや戦闘を行う際は弓もしくはチャクラムに似た投擲武器に情念動（サイミア）を用いることで命中精度を上げられるほか、剣や槍を宙に浮かせて任意の方向に飛ばすことも可能。
砂刑暦
泥クジラで用いられている暦法。
泥クジラ
砂の海を漂流する漂泊船。船上には中央塔から第5塔までの5つの塔や居住区、工房・医務室などを含めた専門塔、農園、貯水池、竹林などがあり、建造物はすべて泥でできている。執政は長老会が行い、物語開始時点での人口は513人。
元は帝国の流刑囚を祖としており、流された当初は襲来した帝国の兵士らと同じ外見で褐色の肌だったが、世代を重ねるにつれミルク色に近い白い肌の色になった（「ヌース・ファレナ」の影響か砂上生活のせいかは不明）。なお、竹林は流刑囚が辿り着いたころ茂り始め、ここで収穫できる竹の子が住人の生活を支えている。
魂形（ヌース）
“泥クジラ”を始めとする、砂の海を航海する船の心臓部となる特殊な生き物。帝国はヌースの母体「ヌース・アンスロポス」「ヌース・スキロス」等8体のヌースを保有している。通常は人間の「感情」を喰らう生き物だが、“泥クジラ（ファレナ）”は乗船した者の「命」を喰らう特殊な存在。“泥クジラ”の「ヌース・ファレナ」を除く「ヌース」の保持者は感情を喰われた人間を支配することが可能で、記憶の改竄すら出来る。ファレナは「鯨」、ヌース・リコスは「狼」など、登場したヌースの大半が動物の名前を与えられている。
長老会
泥クジラの執政を司る集団。年齢が61歳に達した民は長老会の一員となる決まりがあり、このことから構成員は全員が無印である。普段は泥クジラの指導者兼最高責任者としての役割を担うが、印が短命であることに関する秘密を守る組織も兼ねていた。
体内エリア
泥クジラの深部。ここでは“情念動（サイミア）”が発動しないため、主に監獄として使用されている。だが牢獄として使用しているのは区画のごく一部であり、ほかの空間は誰も入ることのできない秘密の場所とされている。実際はヌース・ファレナがこの最深部に格納されていた。泥クジラ以外のヌースを持つ船（帝国が保有する戦艦など）にも同様の空間があり、内部でサイミアが使用できない点も同じ。
印（シルシ）
チャクロ、リコス、サミ、オウニ、マソオ、キクジンなど、サイミアを使える者のこと。サイミアを用いる際身体に浮かぶ念紋（アウラ）の範囲が広ければ広いほど強い力を持つとされている。彼らは一様に泥クジラに命を吸われるため短命であり、30歳前後で大半が世を去ってしまう。
無印（むいん）
スオウ、ネリ、タイシャ、クチバ、長老会メンバーなど、サイミアを使えない者のこと。泥クジラで1割前後の少数派だが、印と異なり長命のため長老会や首長、首長候補など執政を担う立場になる者が多い。“印”とは共にいられる時間が短く、彼らを犠牲にして生きているという罪の意識があるため、親兄弟であっても一緒にいることが少ない。
帝国
「魂形（ヌース）」による感情統制を敷く巨大国家。リコス、オルカ、リョダリらが所属し、住民は全員が褐色の肌である。ヌースを発展の原動力および象徴としてきたため、帝国の最大の敵国が砂の海をヌース無しで航行できる技術を開発したことに危機感を募らせている。帝国の中では「“泥クジラ”は住民が感情のままに憎しみと疑心暗鬼で殺し合いを行う、砂の海に閉じ込められた牢獄のような生き地獄の島」とされていたが、同時に敵国に発見されることを恐れており、住民共々泥クジラを沈めるため襲撃をかけた。「偉大なる魂形（ヌース）・魂人（アンスロポス）」を含む8体のヌースを保有している。
皇帝と最高議会「魂召会（エクレシア）」の執政より、世が乱れ災厄を招くと“情砂（ササ）”を嫌悪している。また詳細は不明だが、名前を名乗ることが禁じられている。
人形兵士（アパトイア）
帝国軍で人間の感情を喰らう本来の「ヌース」に感情を渡し、指揮官の統制下に置かれる兵士。一様に仮面で顔を隠すため外からは表情や顔つきも見えず、サイミアを使用して淡々と敵を殺す機械じみた動きをするものが多い。ただしヌースを離れれば感情を喰われることはなくなり、本来の感情を取り戻すことも可能。
魂召会（エクレシア）
帝国の最高議会。感情から生まれる“情砂（ササ）”が満ちると世の中が乱れると恐れて「ヌース・アンスロポス」による感情統制を行い、それに反抗して「革命」を起こそうとした活動家を“泥クジラ（ファレナ）”流刑に処した。93年後にアパトイアによる皆殺しを企んだ。
時の塔
帝国に伝わる説話の1つだとリコスは思っていたが、実在することが判明した。頂上に辿り着くと望んだ時間に戻れるとされる。
白い道の王国
100年以上も前に帝国の侵略で滅んだ国。作物に恵まれず砂海の“砂骨化石（アポリソマ）”を特産品とし、交易のために整備した白い道を使って異国との交易で故国を発展させた。黒髪の国王と赤毛の王妃と王女、末子である黒髪の王子、国王の腹違いの弟である道化師の故国。素朴で忍耐強い民が暮らしていた。
魂肉（サルクス）
魂形（ヌース）の肉片の一部であり、ヌースに喰われる感情の量を最小限に抑える効果を持つ物体。特権階級まで出世した軍人にはサルクスが与えられ、定期的に食すれば心を守られるようになるが、代償としてサイミアの能力は落ちてしまう。発音が不明瞭になったり、アツァリのようにキィインという金属音のような喘鳴が聞こえる例もある。
アルクダ
ズィオら活動家を“泥クジラ”に護送した船。この船は「ヌースの船」としては不完全で、刑罰の一環として流刑囚の“情念動（サイミア）”で補うことにより囚人の3割を憔悴させ死に至らしめた。
塔上会
初期のファレナ（泥クジラ）で、印と無印の各代表により構成されたリーダー組織。長老会の前身。
背魂師（アポスタシア）
ヌースの唯一の天敵デモナスを産み出す一族。
アモンロギア家
ロハリトの実家。元はスィデラシア海域を旅する貿易業者兼略奪武装組織、言わば海賊のような存在だった。土着の王族と従属契約を結んで島とアポリソマを守る者となったが、結局は裏切り“石守主（ソティラス）”キマも“砂骨化石（アポリソマ）”も奪った。獣船を操る戦闘技術を持ち、アポリソマを使った船や武器の製法を盗んだ先祖は、辺境の島をスィラデシア王も認める軍事技術の拠点とした。

## 書誌情報
- 梅田阿比『クジラの子らは砂上に歌う』秋田書店〈ボニータコミックス〉、全23巻
  1. 2013年12月16日発売、ISBN 978-4-253-26101-2
  2. 2014年4月16日発売、ISBN 978-4-253-26102-9
  3. 2014年9月16日発売、ISBN 978-4-253-26103-6
  4. 2015年2月16日発売、ISBN 978-4-253-26104-3
  5. 2015年7月16日発売、ISBN 978-4-253-26105-0
  6. 2015年12月16日発売、ISBN 978-4-253-26106-7
  7. 2016年4月15日発売、ISBN 978-4-253-26107-4
  8. 2016年10月14日発売、ISBN 978-4-253-26108-1
  9. 2017年3月16日発売、ISBN 978-4-253-26379-5
  10. 2017年9月15日発売、ISBN 978-4-253-26380-1
  11. 2018年1月16日発売、ISBN 978-4-253-26381-8
  12. 2018年6月14日発売、ISBN 978-4-253-26382-5
  13. 2018年10月16日発売、ISBN 978-4-253-26383-2
  14. 2019年3月14日発売、ISBN 978-4-253-26384-9
  15. 2019年8月19日発売、ISBN 978-4-253-26385-6
  16. 2020年3月16日発売、ISBN 978-4-253-26386-3
  17. 2020年6月16日発売、ISBN 978-4-253-26387-0
  18. 2020年11月16日発売、ISBN 978-4-253-26388-7
  19. 2021年4月16日発売、ISBN 978-4-253-26389-4
  20. 2021年9月16日発売、ISBN 978-4-253-26390-0
  21. 2022年2月16日発売、ISBN 978-4-253-26391-7
  22. 2022年8月16日発売、ISBN 978-4-253-26392-4
  23. 2023年3月16日発売、ISBN 978-4-253-26393-1
- 梅田阿比、秋田書店出版部 『クジラの子らは砂上に歌う 公式ファンブック』2017年9月15日発売、ISBN 978-4-253-26031-2

## 舞台
同名タイトルの舞台作品が、2016年4月にAiiA 2.5 Theater Tokyoで上演。2018年1月-2月に再演され、最終公演はライブビューイングが行われた。
脚本・演出は松崎史也、主催はエイベックス・エンタテインメント（旧エイベックス・ライヴ・クリエイティヴ）、Office ENDLESS。

## テレビアニメ
2017年10月から12月までTOKYO MXほかにて放送された。

### スタッフ
- 原作 - 梅田阿比（秋田書店「月刊ミステリーボニータ」連載）[5]
- 監督 - イシグロキョウヘイ[25]
- シリーズ構成 - 横手美智子[25]
- キャラクターデザイン・総作画監督 - 飯塚晴子[25]
- プロップデザイン - 吉田優子、松元美季
- 美術監督 - 水谷利春[25]
- 美術設定 - 金廷連
- 色彩設計 - 石田美由紀[5]
- 撮影監督 - 大河内喜夫[5]
- 編集 - 後藤正浩[5]
- 音響監督 - 明田川仁[5]
- 音楽 - 堤博明[25]
- 音楽プロデューサー - 木皿陽平
- プロデュース - 仲吉治人、澤木類、松倉友二
- プロデューサー - 山田美優紀、京谷知美、高村友紀、南端集平、角谷はる佳、植竹なつき
- アニメーション制作プロデューサー - 鈴木薫
- アニメーション制作 - J.C.STAFF[25]
- 製作 - 「クジラの子らは砂上に歌う」製作委員会[5]（バンダイビジュアル、博報堂DYミュージック&ピクチャーズ、ランティス、秋田書店、J.C.STAFF、コンテンツシード、ソニーPCL）

### 主題歌
「その未来へ」
RIRIKOによるオープニングテーマ。作詞・作曲はRIRIKO、編曲は原田アツシ。
「ハシタイロ」
rionos作詞・作曲・編曲・歌によるエンディングテーマ。
「光の唄」
エマ（加隈亜衣）による第7・8話挿入歌。作詞は梅田阿比、作曲・編曲は堤博明。
「心（きろく）の唄」
第11・12話挿入歌。作詞は梅田阿比、作曲・編曲は堤博明。

### 各話リスト
| 話数     | サブタイトル                       | 脚本               | 絵コンテ                                      | 演出                          | 作画監督                                                                                          |
| -------- | ---------------------------------- | ------------------ | --------------------------------------------- | ----------------------------- | ------------------------------------------------------------------------------------------------- |
| 第一節   | 私たちの大事な世界の全てだった     | 横手美智子         | イシグロキョウヘイ                            | イシグロキョウヘイ            | 萩原弘光 西川絵奈                                                                                 |
| 第二節   | 鯨の罪人たち                       | 横手美智子         | カサヰケンイチ                                | イシグロキョウヘイ            | 松元美季 坂本哲也 奥田哲平 小林理                                                                 |
| 第三節   | こんな世界は、もうどうでもいい     | 横手美智子         | 橋本敏一                                      | 橋本敏一                      | 斉藤健吾                                                                                          |
| 第四節   | 泥クジラと共に砂に召されるのだよ   | 横手美智子         | 佐山聖子                                      | 村田尚樹                      | 木本茂樹 坂本哲也 古木舞 松元美季 藤部生馬 西川将貴 大野勉 関根千奈未                             |
| 第五節   | 逃げるのはイヤだ                   | 横手美智子         | 佐山聖子                                      | 森義博                        | 山内則康 猿渡聖加 茂木眞一                                                                        |
| 第六節   | 明日、人を殺してしまうかもしれない | 横手美智子         | 小林孝志 カサヰケンイチ                       | 小林孝志                      | 坂本哲也 西川絵奈 松元美季 藤部生馬 上田みねこ                                                    |
| 第七節   | お前たちの未来が見たい             | イシグロキョウヘイ | 檜川信夫                                      | イシグロキョウヘイ            | 木本茂樹 松元美季 古木舞 藤部生馬 上田みねこ 安留雅弥 萩原弘光 森七奈 兰 彦軍 飯塚晴子            |
| 第八節   | この世から消えてしまえ             | イシグロキョウヘイ | 錦織博                                        | 桜美かつし                    | 木本茂樹 坂本哲也 松元美季 古木舞 藤部生馬 山口杏奈 上田みねこ 長谷川眞也 吉岡幸恵 西川将貴       |
| 第九節   | 君の選択の、その先が見たい         | イシグロキョウヘイ | 橋本敏一 木本茂樹 酒井智史 イシグロキョウヘイ | 橋本敏一 イシグロキョウヘイ   | 木本茂樹 松元美季 芝田千紗 坂本哲也 高橋みか 佐野はるか 古木舞 藤部生馬 山口杏奈 兰 彦軍 飯塚晴子 |
| 第十節   | 新しい旅に出るわ                   | 横手美智子         | 大畑清隆                                      | 森義博                        | 山内則康 猿渡聖加 茂木眞一 芝田千紗 兰 彦軍                                                       |
| 第十一節 | 夢の話だ                           | 横手美智子         | 山川吉樹 桜美かつし                           | 桜美かつし                    | 木本茂樹 坂本哲也 松元美季 古木舞 藤部生馬 森七奈                                                 |
| 最終節   | ここに生まれてよかった             | 横手美智子         | カサヰケンイチ 佐山聖子                       | 桜美かつし イシグロキョウヘイ | 坂本哲也 芝田千紗 古木舞 佐野はるか 高橋みか 長谷川眞也 藤部生馬 木本茂樹 松元美季 飯塚晴子       |

### 放送局
| 放送期間                  | 放送時間                     | 放送局     | 対象地域 | 備考                  |
| ------------------------- | ---------------------------- | ---------- | -------- | --------------------- |
| 2017年10月8日 - 12月24日  | 日曜 23:00 - 23:30           | TOKYO MX   | 東京都   |                       |
|                           | 日曜 23:30 - 月曜 0:00       | KBS京都    | 京都府   |                       |
| 2017年10月9日 - 12月25日  | 月曜 1:00 - 1:30（日曜深夜） | サンテレビ | 兵庫県   |                       |
| 2017年10月11日 - 12月27日 | 水曜 0:30 - 1:00（火曜深夜） | BS11       | 日本全域 | BS放送 / 『ANIME+』枠 |

インターネットでは、Netflixにて2017年10月8日より日本で、2018年3月13日に全世界で配信。

### BD / DVD
| 巻   | 発売日        | 収録話                  | 規格品番  | 規格品番  |
| 巻   | 発売日        | 収録話                  | BD限定版  | DVD限定版 |
| ---- | ------------- | ----------------------- | --------- | --------- |
| BOX1 | 2018年1月26日 | 第1話 - 第6話、OVA前編  | BCXA-1321 | BCBA-4875 |
| BOX2 | 2018年3月23日 | 第7話 - 第12話、OVA後編 | BCXA-1322 | BCBA-4876 |